# Konflikt

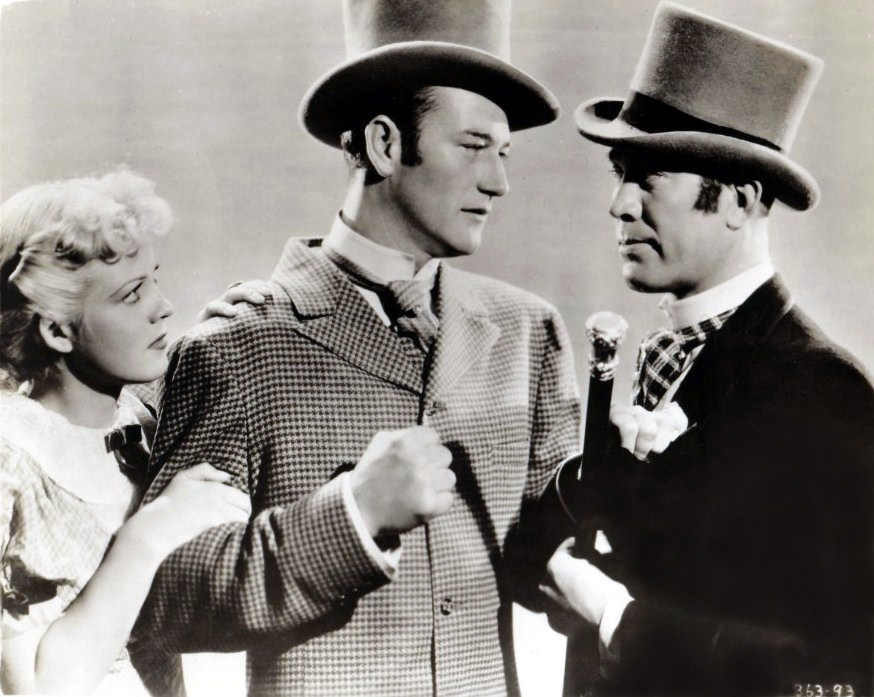
Jean Rogers, John Wayne und Ward Bond im Film Conflict (1936)

Ein Konflikt (von lateinisch confligere, „zusammentreffen, kämpfen“; PPP: conflictum) bezeichnet Situationen, bei denen inakzeptable Unterschiede in Einstellungen, Erwartungen, Interessen oder Zielen innerhalb oder zwischen Personen oder Gruppen auftreten.

## Allgemeines
Konflikte sind eine allgegenwärtige Erscheinung in jeder Art von Gruppen. Konflikte kann es bei allen Wirtschaftssubjekten (Unternehmen, Behörden, Regierungen, zwischen Staaten oder Privatpersonen) geben. Ein Konflikt liegt vor, wenn Interessen, Sachverhalte, Wertvorstellungen oder Ziele von Wirtschaftssubjekten miteinander unvereinbar sind oder unvereinbar erscheinen und diese Konfliktparteien aufeinandertreffen.
Konflikte sind Erkenntnisobjekt der Konfliktforschung und der Konfliktpsychologie, während das Konfliktmanagement auf die Bewältigung von Konflikten abzielt. Die Konfliktforschung untersucht die Entstehung und den Verlauf von Konflikten und entwickelt Lösungsstrategien, um das Handeln in Konflikten zu verändern, um erwünschte Entwicklungen zu fördern und unerwünschte zu begrenzen.

### Definitionen
Je nach Quelle gibt es unterschiedliche Definitionen für Konflikte:
- Meinungsverschiedenheiten, Unstimmigkeiten und Reibungen, die auftreten, wenn die Handlungen oder Überzeugungen eines oder mehrerer Mitglieder der Gruppe für ein oder mehrere andere Gruppenmitglieder inakzeptabel sind und von ihnen abgelehnt werden.[4]
- eine Interaktion zwischen Aktoren (Individuen, Gruppen, Organisationen usw.), wobei wenigstens ein Aktor Unvereinbarkeiten im Denken / Vorstellen / Wahrnehmen und/oder Fühlen und/oder Wollen mit dem anderen Aktor (den anderen Aktoren) in der Art erlebt, dass im Realisieren eine Beeinträchtigung durch einen anderen Aktor (die anderen Aktoren) erfolge.[5]
- widersprüchliche Interessen, die von unterschiedlichen Menschen oder Menschengruppen vertreten werden und die in der Erreichung ihrer Interessen auf einander angewiesen sind (oder dies zumindest glauben).[6]
- interaktive Prozesse, die sich in Unvereinbarkeit, Unstimmigkeit oder Dissonanz innerhalb oder zwischen Sozialen Gebilden manifestieren.[7]
- ein Spannungszustand, der dadurch entsteht, dass zwischen zwei oder mehreren Parteien unvereinbare Gegensätze in Bezug auf ein bestimmtes Gut vorhanden sind.[8]
- Aktivitäten, die stattfinden, wenn bewusste Wesen (Einzelpersonen oder Gruppen) Handlungen vornehmen wollen, die mit ihren Wünschen, Bedürfnissen oder Verpflichtungen nicht übereinstimmen.[9]
- Situationen, bei denen feindliches Verhalten auftritt.[10]
- Verhalten, das absichtlich die Zielerreichung eines Anderen behindert.[11]
- Zustand der objektiven Unvereinbarkeit zwischen Werten oder Zielen.[12]

### Beteiligte und Betroffene
Die am Konflikt Beteiligten heißen Konfliktparteien; das können Privatpersonen, Interessengruppen (Arbeitgeberverband, Gewerkschaften), Organisationen, Regierungen (Staaten) oder Unternehmen sein. Die Konfliktparteien tragen Konflikte nicht nur untereinander (Privatpersonen gegeneinander), sondern auch parteiübergreifend aus (Regierungen gegen Organisationen usw.). Teilweise werden Konflikte auch durch Stellvertreter ausgetragen, wie beim Stellvertreterkrieg. Konflikte sind nicht immer offensichtlich und den Beteiligten bewusst, sondern können auch latent schwelen und nicht direkt zwischen den Konfliktparteien ausgetragen werden, sondern auf andere Personen und Inhalte umgeleitet werden.
Ein Konflikt kann innerhalb einer Person (intrapersonaler Konflikt, beispielsweise Gewissensbisse, Identitätskonflikte) oder zwischen zwei Personen, Gruppen oder Organisationen (interpersonaler Konflikt) entstehen. Ein Konflikt innerhalb einer Gruppe wird als Intragruppenkonflikt bezeichnet, während ein Konflikt zwischen Gruppen als Intergruppenkonflikt bezeichnet wird. Die Beteiligten eines Konflikts sind nicht immer auch die Betroffenen. Beispielsweise ist in einem Konflikt zwischen zwei Regierungen die Bevölkerung betroffen, oder die Kinder bei einem Konflikt zwischen den Eltern. Daraus folgende unbeabsichtigte Schäden werden als Kollateralschäden bezeichnet. Auch sind die Beteiligten nicht immer die Verursacher. Beispielsweise kämpfen Soldaten unter Befehl ihrer militärischen Vorgesetzten, oder der Vater schimpft mit den Kindern, weil er Stress an seinem Arbeitsplatz hat. Ebenso können über einen längeren Zeitraum gewachsene Konflikte von Vorgängern geerbt werden.

### Interessengegensatz
Konfliktgegenstand ist meist ein Interessengegensatz. Dahinter stehen oft unterschiedliche Werte, die zu unterschiedlichen Beurteilungen, Gefühlen und Zielen führen, aus denen die Konfliktparteien ihr jeweiliges Verhalten ableiten. Wenn kein solcher Interessengegensatz gefunden werden kann, handelt es sich oft um gar keinen Konflikt, sondern lediglich um Missverständnisse aufgrund fehlender, falscher oder falsch verstandener Information. Zur Lösung eines Konflikts erfolgt ein Ausgleich dieser unterschiedlichen Interessen.

## Einteilung von Konflikten
Konflikte können nach der Konfliktform, nach dem Kreis der Beteiligten, nach Thema oder nach der geographischen Lage eingeteilt werden. In Konflikten können mehrere Konfliktursachen und -formen gleichzeitig auftreten.

### Konflikte nach Form

#### Intrapersonale Konflikte
Im Rahmen einer tiefenpsychologischen oder psychoanalytischen Therapie werden verschiedene intrapersonelle Konflikte unterschieden. Zur Klassifikation dieser Konflikte gibt es ein halbstrukturiertes Interview mit dem Namen Operationalisierte Psychodynamische Diagnostik, das eine gesonderte Achse Konflikt enthält.
| Bezeichnung         | Bedeutung | Kategorie      | Autor      | Jahr |
| ------------------- | --- | -------------- | ---------- | ---- |
| Motivkonflikt       | Eine Person hat mehrere sich widersprechende Annäherungs- und Vermeidungsziele. Davon zu unterscheiden ist der Zielkonflikt, bei dem mehrere Personen unterschiedliche haben. Annäherungs-, Ambivalenz- und Vermeidungskonflikte sind alles Motivkonflikte. Wenn ein ursprüngliches Motiv nicht befriedigt werden kann, kann es zur Motivverschiebung kommen. | intrapersonell | Kurt Lewin | 1948 |
| Annäherungskonflikt | Synonyme: Appetenzkonflikt, Appetenz-Appetenz-Konflikt | intrapersonell | Kurt Lewin | 1948 |
| Ambivalenzkonflikt  | Synonyme: Annäherungs-Vermeidungs-Konflikt, Appetenz-Aversions-Konflikt | intrapersonell | Kurt Lewin | 1948 |
| Vermeidungskonflikt | Synonyme: Aversions-Aversions-Konflikt | intrapersonell | Kurt Lewin | 1948 |
| Identitätskonflikt  | empfundene Bedrohungen des eigenen Selbstbildes oder dessen, was jemanden als Person ausmacht | intrapersonell |            |      |

#### Interpersonale Konflikte
| Bezeichnung                                                                                 | Bedeutung | Kategorie                     | Autor | Jahr |
| ------------------------------------------------------------------------------------------- | --- | ----------------------------- | ----- | ---- |
| Rollenkonflikt – Akzeptanzkonflikt – Legitimationskonflikt – Interessenkonflikt             | widersprüchlich empfundene Rollen, z. B. Gewerkschaft und Arbeitgeberverband. Man unterscheidet Intra- und Interrollenkonflikte.                                                  | intrapersonell interpersonell |       |      |
| Verteilungskonflikt – Mittelkonflikt – Ressourcenkonflikt – Machtkonflikt – Statuskonflikt  | empfundene Gegensätze in Bezug auf die Nutzung/Realisierung von Ressourcen |                               |       |      |
| Zielkonflikt – Ziel-Mittel-Konflikt – Strategiekonflikt – Bedürfniskonflikt – Wertekonflikt | empfundene Gegensätze in Bezug auf Absichten bzw. Interessen. Man unterscheidet auch Bewertungskonflikt (Zielkonflikt) und Beurteilungskonflikt (Wegkonflikt)                     | interpersonell                |       |      |
| Beziehungskonflikt                                                                          | empfundene Gegensätze in Bezug auf Verhaltensdispositionen. Unabhängig davon gibt es in der psychodynamischen Theorie noch den Begriff zentrales Beziehungskonflikt-Thema (ZKBT). |                               |       |      |
| Informationskonflikt – Wahrnehmungskonflikt – Bewertungskonflikt                            | unterschiedliche Information, z. B. falsch, ungenügend, falsch verstanden |                               |       |      |

Beispielsweise kann ein Informationskonflikt durch Nachliefern benötigter, aber bisher fehlender Information aufgelöst werden. Ein Identitätskonflikt erfordert hingegen eine erfahrbare und glaubwürdige Versicherung der eigenen Existenzberechtigung. Beides kann miteinander zusammenhängen.

### Konflikte nach Beteiligten

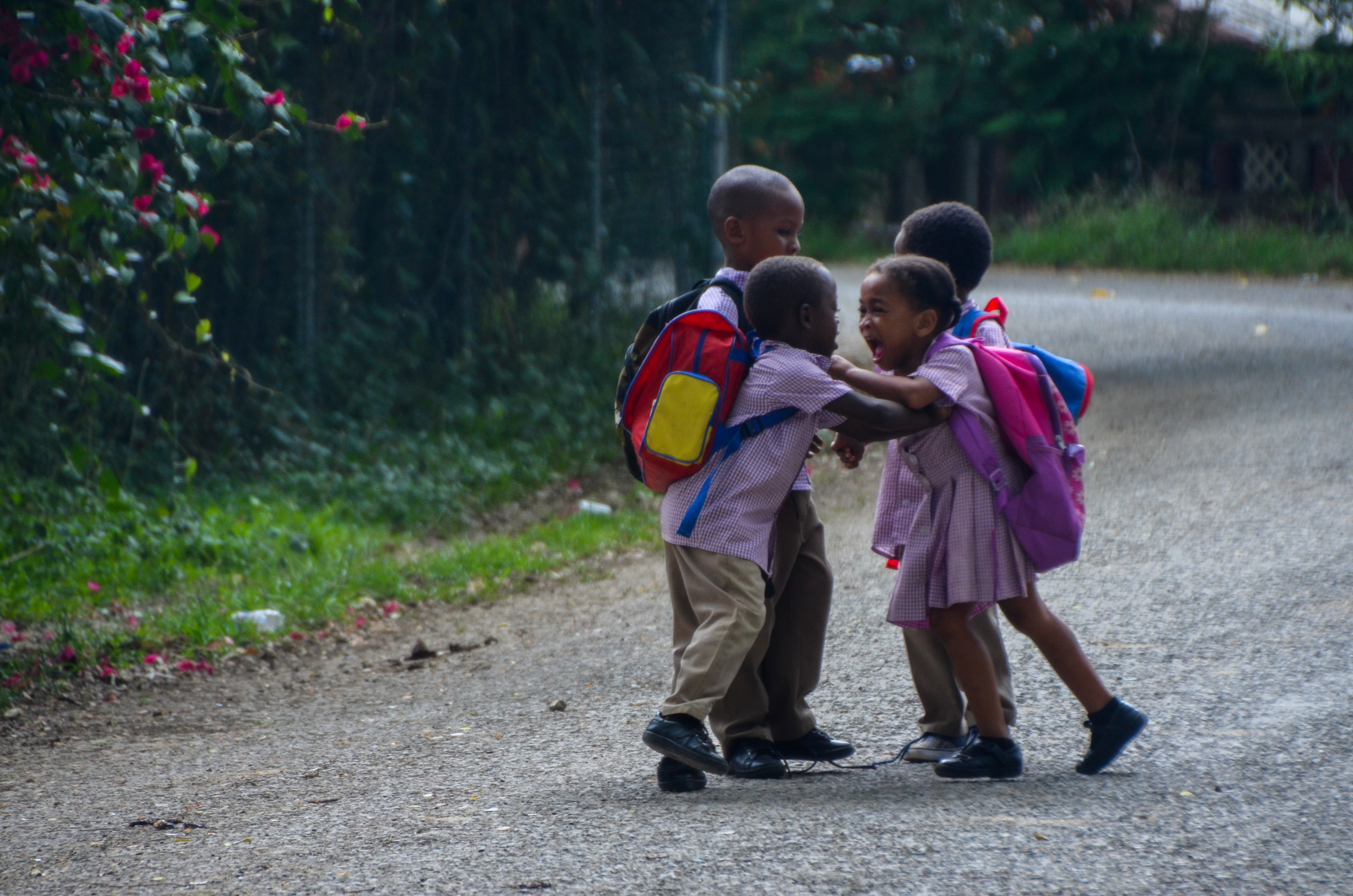
Streitende Schulkinder

Bereiche, in denen häufig Konflikte auftreten sind beispielsweise in der Familie, zwischen Eltern, zwischen Geschwistern oder zwischen Eltern und Kindern, unter Freunden und Bekannten, in Gruppen, in der Schule, in der Natur, in der Wirtschaft zwischen Unternehmen, Arbeitgebern oder -nehmern, in der Wissenschaft, zwischen Generationen (Generationenkonflikt), zwischen ethnischen Gruppen (ethnischer Konflikt) oder innerhalb oder zwischen Staaten (siehe Friedens- und Konfliktforschung).

### Konflikte nach Thema

#### Politischer Konflikt
In der Politikwissenschaft ist Konflikt definiert etwa als „Interessengegensatz (Positionsdifferenz) um nationale Werte von einiger Dauer und Reichweite zwischen mindestens zwei Parteien (organisierten Gruppen, Staaten, Staatengruppen, Staatenorganisationen), die entschlossen sind, diesen zu ihren Gunsten zu entscheiden.“. Sie sind Forschungsgegenstand der Friedens- und Konfliktforschung.

#### Sozialer Konflikt
Der soziale Konflikt ist ein bedeutendes Arbeitsfeld der Soziologie, insbesondere der Konfliktsoziologie. Darunter fallen auch kulturelle Konflikte.

#### Psychischer Konflikt
In der Psychologie werden innerseelische (intrapersonelle) und zwischenmenschliche (interpersonelle) Konflikte unterschieden. Krause (1998) unterscheidet ferner zwischen intra- und interstrukturellen Konflikten. Ein interstruktureller Konflikt könnte beispielsweise zwischen Es und Über-Ich bestehen. Ein intrastruktureller Konflikt könnte ein Widerspruch zwischen zwei Über-Ich-Forderungen sein. Ein von der Psychoanalyse etwas abweichender motivationspsychologischer Ansatz stammt von Kurt Lewin, der verschiedene Konstellationen von Motivkonflikten beschreibt. Zwischenmenschliche Konflikte entstehen in Beziehungen verschiedener Art und Tiefe und treten in der Regel im Rahmen zwischenmenschlicher Kommunikation zutage.

#### Ethischer Konflikt
Manche ethische Konflikte sind gesellschaftlich relevant und gehen dann in politische Konflikte über, bei denen dann oft auch religiöse, wirtschaftliche, soziale und ethnische Momente eine Rolle spielen. Aktuelle Beispiele sind: Sterbehilfe, Abtreibung, Stammzelltherapie, Präimplantationsdiagnostik (PID), Folter, Bekämpfung des Terrorismus etwa durch den Abschuss eines entführten Flugzeuges oder die Hinnahme von menschlichen Kollateralschäden, gerechter Krieg im selben Zusammenhang, die Frage nach dem gerechtfertigten Widerstand, wie sie etwa besonders in der Befreiungstheologie gestellt wird, der rechtfertigende Notstand etwa beim finalen Rettungsschuss, bei dem wie in vielen dieser Konflikte das Prinzip der Doppelwirkung wirksam ist, das sowohl eine gute wie eine böse Seite hat. Nicht zuletzt finden sich fundamentale ethische Probleme und Konflikte auch im Zusammenhang mit der Globalisierung, der internationalen Finanzkrise und den Debatten um die Bewältigung des Klimawandels, wenn Drittweltländer etwa auf der UN-Klimakonferenz in Kopenhagen von 2009 das Verursacherprinzip in den Vordergrund des politischen Diskurses stellten und daraus ethische Folgerungen ableiten, was die Finanzierung der Gegenmaßnahmen angeht.

### Konflikte nach Geographie
Konflikte können auch geographisch eingeteilt werden, wie beim Nord-Süd-Konflikt und beim Ost-West-Konflikt. Weitere Beispiele sind Territorialkonflikte wie der Kosovokrieg, der Irak-Iran-Krieg, der Nahostkonflikt, der China-Taiwan-Konflikt und der Korea-Konflikt.

## Konfliktverlauf
Konflikte sind keine in sich ruhenden statischen Ereignisse, sondern entwickeln eine Dynamik, die im Extremfall nicht mehr beherrschbar sein kann. Der Konfliktverlauf lässt sich in vier Phasen einteilen:
| Konfliktverlauf | Bezeichnung         | Beschreibung                                                                                              |
| --------------- | ------------------- | --- |
| Phase I         | latente Phase       | die Konfliktursachen entstehen durch Ereignisse, welche den Konflikt manifest machen                      |
| Phase II        | Konfliktbewusstsein | die Konfliktparteien erkennen das Vorhandensein eines Konflikts                                           |
| Phase III       | Handlungsphase      | die Konfliktparteien reagieren durch Denken und Gefühle auf den erlebten Konflikt und beginnen zu handeln |
| Phase IV        | Interaktionen       | die Konfliktparteien handeln durch Interaktionen mit alternierenden Konfliktstilen                        |

### Konflikteskalation
Darüber hinaus kann ein Konflikt eskalieren. Modelle der Eskalation in Konflikten sind das Phasenmodell der Eskalation nach Friedrich Glasl, die Konfliktkurve von Michael S. Lund und das Sanduhrmodell von Oliver Ramsbotham.

Konflikteskalation im Phasenmodell nach Glasl

Wenn eine Eskalation von einer Konfliktpartei ausgeht, treten ihre Eskalationsstile oftmals in Reihenfolge auf: Anfragen, Forderungen, wütende Äußerungen, Drohungen, Belästigungen und Verfolgung. Bei Konflikten treten auch destruktive Verhaltensweisen auf, wie Gewalt, Zwang, Einschüchterung, Täuschung, Erpressung und Verführung.

## Konfliktverhalten

Hierarchie der Argumentationen nach ihrem Eskalationspotential von Graham

Die verschiedenen Möglichkeiten, wie Menschen auf Konfliktsituationen reagieren, hat Gerhard Schwarz, mitunter in Anlehnung an Eric Lippmann, wie folgt dargestellt:
- Flucht (Ausweichen, Vermeidung)
- Kampf (Durchsetzung, Vernichtung)
- Unterordnung (Anpassung, Nachgeben, einseitige Akzeptanz)
- Delegation (des Problems an eine andere Instanz)
- Kompromiss (Einigung mit Vor- und Nachteilen auf beiden Seiten)
- Konsens (Kooperation)

Diese Verhaltensmuster können in unterschiedlichen Situationen zur Lösung beziehungsweise Auflösung eines Konflikts führen. Während die erstgenannten Stufen dem Charakter nach konfrontativ sind, stellen die letztgenannten Stufen Formen konstruktiver Konfliktlösungen dar – mit dem Konsens als höchste (zu erlernende) Form. Paul Graham unterteilte Argumentationsformen hierarchisch nach ihrem Eskalationspotential und der Qualität der Argumentation. Im dual concern model (auf Deutsch etwa ‚Ansprüche-Beider-Modell‘) werden Konflikttypen entlang der zwei Dimensionen eingeteilt: Orientierung am eigenen Ziel oder Orientierung am Ziel des Konfliktpartners. Persönlichkeitstests zu Konfliktverhalten sind das Kraybill Conflict Style Inventory, der Open-Source-lizenzierte Ethics Position Questionnaire und das Thomas-Kilmann Conflict Mode Instrument. Weitere allgemeinere und umfangreichere Persönlichkeitstests sind Leadership Derailers, Social Value Orientation, Hexaco-PI-R und NEO-PI-R, die auch ein wenig Konfliktverhalten miteinbeziehen.

### Konflikte zwischen Personen
Oftmals treten weitere Phänomene in einem Konfliktverlauf auf. Zweifel und Unsicherheiten über die eigene Position werden üblicherweise mit festen Überzeugungen ersetzt (Bestätigungsfehler), ohne dass sich etwas an den realen Wahrscheinlichkeiten geändert hat. Darüber hinaus halten Menschen oft zu ihrer Überzeugung, um nicht das Gesicht zu verlieren, selbst wenn die Überzeugung von einem selbst mittlerweile in Frage gestellt wird. Die Reziprozität („wie du mir, so ich dir“) begünstigt eine Konflikteskalation und eine Angleichung von Verhalten, wenn die andere Seite durchgängig kompetitives oder durchgängig kollaborierendes Verhalten zur Erreichung ihrer Ziele zeigt. Allerdings kippt kollaborierendes Verhalten leichter in kompetitives Verhalten als umgekehrt.
Negative Emotionen wie Wut und Angst erschweren das Bearbeiten der Differenzen. Darüber hinaus ist Wut oftmals ansteckend, denn eine Person, der mit Wut begegnet wird, reagiert in Folge selbst gehäuft wütend. Ebenso können Verhaltensweisen wie feindseliges, übermäßig aggressives, cholerisches, konfliktvermeidendes, ausweichendes, passiv-aggressives, meckerndes oder beschuldigendes (ohne etwas zu ändern), nichts änderndes, nervendes, pessimistisches, überlegenes oder entscheidungsschwaches Verhalten eine Konfliktlösung erschweren.
Die Zuschreibung von vermuteten Stärken, Einstellungen und Werten zur anderen Konfliktpartei sind oftmals während eines Konflikts verzerrt. Ebenso erfolgt oftmals eine falsche Zuschreibung, ob das Problem aus der Situation oder dem Charakter der Beteiligten entsteht. Im Verlauf einer Konflikteskalation werden die gegenseitig verwendeten Taktiken konfrontativer (härter). Dennoch existieren Situationen, in denen es der bedrohten Partei besser ergeht, wenn auf eine Drohung keine Gegendrohung erfolgt. Bei zu dominantem Verhandlungsstil kann als Reaktion eine Blockadehaltung hervorgerufen werden. Bei gleich starken Konfliktparteien wird ein kompetitiver Konfliktstil vermieden, wenn mit einer starken Gegenreaktion zu rechnen ist. Während zu Beginn einer Konflikteskalation eine Gegenreaktion tendenziell überproportional erfolgt, ist sie bei höherer Eskalationsstufe eher unterproportional. Oftmals werden zu Beginn einer Konflikteskalation verschiedene Koalitionen zur Unterstützung der eigenen Interessen gebildet, die im weiteren Verlauf des Konflikts in Konflikte zwischen zwei Gruppen münden.

### Konflikte zwischen Gruppen
Erfolgt ein Konflikt nicht nur zwischen zwei Personen (Interpersonenkonflikt), sondern zwischen zwei oder mehreren Gruppen (Intergruppenkonflikt), kommen zusätzlich Effekte der Gruppendynamik hinzu. Es wurden fünf typische Empfindungen in Gruppen identifiziert, die zu einer Eskalation beitragen: Überlegenheit, Ungerechtigkeit, Verletzlichkeit, Misstrauen und Hilflosigkeit.
Gruppen zeigen häufiger kompetitives Verhalten, als die Individuen innerhalb einer Gruppe untereinander. Bereits die eigene Wahrnehmung einer Gruppenzugehörigkeit begünstigt eine Diskriminierung fremder Gruppen. Bei Gruppeneintritt von Individuen mit kollaborativem Konfliktstil kann ein Wechsel zu einem kompetitiven Gruppen-Konfliktstil (Gruppenverhalten) auftreten. Zudem kommen in Gruppen weitere Effekte von Dominanzverhalten innerhalb der Gruppe sowie zwischen Gruppen zum Tragen. Motivationen wie Gier, Angst und soziale Identität nehmen in Gruppen zu. Wenn die mögliche Belohnung für Gier gemindert wird, mindert sich der Effekt der Gier. Es gibt eine Doppelmoral, die sich vor allem in einer Aufwertung der Taten der eigenen Gruppe, aber auch in einer Abwertung der Taten der anderen Gruppe äußert. Ebenso werden verzerrte Verallgemeinerungen und Stereotype der anderen Gruppe zugeschrieben. Dazu gehört sowohl eine Deindividuation (Gegner werden nur noch als Teil einer homogenen Gruppe wahrgenommen, nicht als Individuen), als auch eine Entmenschlichung (Gegner wird als untermenschlich wahrgenommen). In einem Versuch entschieden sich mehr als die Hälfte der Probanden für eine Wahlmöglichkeit mit weniger Belohnung, wenn der Vorgang im Gegenzug als fair wahrgenommen wurde.

### Konflikte in Organisationen
Ursachen von zwischenmenschlichen Konflikten in Organisationen sind nach Laurie J. Mullins:
- individuelle Wahrnehmungsunterschiede
Je nach individueller Vorgeschichte, Kenntnisstand, Erfahrungen, Laune und Charakter wird eine Situation unterschiedlich wahrgenommen oder verstanden.
- seltene oder begrenzte Ressourcen
Wenn die Mittel zur Erreichung der jeweiligen Ziele von zwei oder mehr Parteien benötigt werden, wird die Einschränkung der Verfügung durch andere zum Konflikt führen.
- Zergliederung der Organisation
Die Zergliederung der Organisation durch Abteilungsnamen, Verantwortlichkeiten, Weisungsbefugnisse usw. trennt die Mitglieder der Organisation. Allein diese Trennung kann zu Konflikten führen, da in einer Stellvertreterfunktion die Interessen dieser organisatorischen Einheit gegenüber anderen vertreten werden.
- voneinander abhängige Arbeit
Die Ausführung einer Arbeitstätigkeit hängt häufig von der vorherigen Arbeit eines Anderen ab.
- Rollenkonflikte
Ein Mensch übernimmt verschiedene Rollen, deren Ausübung mit den Rollen anderer in Konflikt treten kann, beispielsweise beurteilt ein Qualitätsmitarbeiter die Arbeit eines anderen.
- unfaire Behandlung
Unfaire Behandlung aus allen möglichen Gründen, wie Geschlecht, Sprache, Aussehen, Alter, Gesundheit, Religion, Herkunft und Abstammung, kann zu Konflikten führen. Dabei ist es wesentlich, zu erkennen, dass Fairness und Gleichheit nicht austauschbar sind; ein Gehbehinderter kann nicht gleich wie ein Nichtbehinderter behandelt werden, sehr wohl aber gleich fair.
- Verletzung des Territoriums
Jede wahrgenommene Verletzung von tatsächlichem oder ideellem Territorium wird als Konflikt wahrgenommen. Wenn also eine Person in den persönlichen Bereich einer anderen eindringt, zu dicht an diese herangeht oder sich in deren ideellen Bereich begibt - „in meinem Artikel wurstelt“, dann ist ein Konflikt wahrscheinlich.
- Veränderung der Umwelt
Veränderungen der Umwelt führen zu Veränderungen in der Organisation. Abgesehen von vorgenannten Konfliktursachen führt die Veränderung der Umwelt zu Unsicherheit und Stress, der allein die Wahrscheinlichkeit von Konflikten in der Organisation erhöht.

Selten ist eine Ursache allein der Grund für einen ausgetragenen Konflikt. Oft finden sich kumulative Effekte über Zeit, so dass die Analyse der Ursachen für die Konfliktlösung oder das Management des Konfliktes wesentlich sein kann.

## Konfliktbearbeitung
Tatsächliche Konfliktlösungen reichen von Gesprächen zwischen den Beteiligten – wie bei Mediationen oder Tarifverhandlungen – bis zu gewalttätigen Auseinandersetzungen – wie bei zwischenstaatlichen Kriegen oder innerstaatlichen Bürgerkriegen.
„Dazwischen“ liegen die Varianten der rechtlichen bzw. gerichtlichen Klärung, die keineswegs die Form von Schlammschlachten annehmen müssen, sondern als professionelle Delegation des Problems an Rechtsanwälte gehandhabt werden können, um sich selbst von der zeit- und kräftezehrenden Klärungsprozedur zu entlasten. Viele Konflikte können ohne Eskalation durch die Beteiligten gelöst werden. Sofern die Konfliktparteien nicht selbst zu einer Lösung kommen, können begleitende Maßnahmen durch Dritte erfolgen.
Ziel der Konfliktbearbeitung ist eine wirkungsvolle und dauerhafte Lösung des Konfliktes. Dies wird über die Zufriedenheit aller Beteiligten erreicht, welche bestenfalls in einer konstruktiven Zusammenarbeit (Kollaboration, Kooperation) resultiert. Daneben kann eine Regelung des Konflikts durch eine Entscheidung einer Autorität erfolgen, z. B. durch eine Schiedsperson, ein Gericht, ein Elternteil oder einen Vorgesetzten. Unbearbeitete Konflikte erzeugen Frustration und Aggression, wodurch in Folge Kosten, Schäden und Sündenböcke entstehen können.

### Deeskalation
Erster Schritt ist bei Streit üblicherweise die Deeskalation (z. B. Einstellung von Kampfhandlungen, Abbau offener Aggression). Eine reziproke Tit-for-Tat-Strategie („wie du mir, so ich dir“) kann bei beidseitig kollaborativen oder beidseitig kompetitiven Konfliktstilen Vertrauen zwischen den Gruppen aufbauen. Um einen Wechsel der Standpunkte bei einer Konfliktpartei zu erleichtern, sollten gesichtswahrend Brücken gebaut werden, z. B. indem besprochen wird, was sich seit Beginn der Konfliktbearbeitung bereits geändert hat oder indem gemeinsame faire Verhaltensnormen eingeführt werden.
Auf eskalierendes Verhalten sollte nicht sofort reagiert werden, um der Person oder den Personen Zeit zu geben, emotionale Selbstbeherrschung wiederzuerlangen, wodurch sie für Argumente zugänglicher werden und eine gegenseitige Eskalation vermieden wird. Wut kann durch eine Entschuldigung, Humor, eine Pause, gemeinsame Verhaltensnormen, größeren Abstand (auf Online-Diskussion wechseln) oder durch Hintergrundinformationen, dass die Eskalation der anderen Seite nicht beabsichtigt war, gemindert werden. Danach kann in ruhiger Weise das problematische Verhalten angesprochen werden, gefolgt von einer Anerkennung derjenigen inhaltlichen Punkte der eskalierenden Person, die korrekt sind. Alternativ kann ein Feedbacksandwich verwendet werden.
Bei vermeidendem Verhalten sollte mehr gefragt werden sowie auf mehr Partizipation dieser Personen an der Konfliktlösung und auf ihre immateriellen Interessen (wie Anerkennung und Autonomie) geachtet werden. Dabei kann zur Motivation im Gespräch daran erinnert werden, dass die Bearbeitung des Konflikts der Zufriedenstellung der Interessen beider Seiten dient.

### Geregelte Kommunikation
Zweiter Schritt ist die Einleitung von Kommunikation zwischen den Konfliktparteien, oftmals durch eine Mediation. Begleitende Rahmenbedingungen beschreibt das Harvard-Konzept. Alternativ kann nach dem Moderationszyklus nach Josef W. Seifert verfahren werden. Weiterhin können Ich-Botschaften im Wechsel mit aktivem Zuhören nach Thomas Gordon oder gewaltfreie Kommunikation nach Marshall B. Rosenberg eine Diskussion versachlichen.

### Analyse
Im dritten Schritt wird der eigentliche Interessensgegensatz herausgearbeitet und ein gegenseitiges Verständnis für das Interesse der jeweilig anderen Partei entwickelt. Dazu ist es erforderlich, die zugrunde liegenden Werte und Motivationen zu verstehen und zu achten. Entsprechend dem Vier-Seiten-Modell von Friedemann Schulz von Thun gibt es dabei zwei Informationsebenen bei jeder Äußerung: die inhaltliche und die emotionale Ebene. Beide Ebenen enthalten Interessen, deren Differenzen zur anderen Konfliktpartei möglichst ausgeglichen werden sollen. Dann kann gemeinsam eine Win-win-Lösung für den Konflikt entwickelt werden.

### Konfliktstile
Zur Lösung von Konflikten untersuchten Thomas L. Ruble und Kenneth W. Thomas und später Whetten und Cameron die möglichen Strategien im Konfliktfall. Die Variablen Durchsetzungsfähigkeit (engl. assertiveness) und Kooperativität (engl. cooperativity) basieren auf den Ergebnissen im Werk Managerial Grid von Jane Srygley Mouton und Robert Rogers Blake aus dem Jahr 1964. Die beiden Variablen behandeln einerseits die Frage, ob die Ziele oder Interessen der beiden Konfliktparteien erreicht werden und andererseits die Frage, wie eine Kooperativität erhalten bleibt. Kenneth W. Thomas und Ralph H. Kilmann veröffentlichten ab 1974 ein Bewertungssystem. Es erweitert das Modell um kompromisssuchendes Verhalten und quantifiziert fünf typische Konfliktstile (kompetitiv, kollaborierend, kompromisssuchend, vermeidend und entgegenkommend) in Fragebögen, die unterschiedliche Werte für die persönliche Neigung zu den fünf typischen Konfliktstilen ergeben. Eine Kollaboration (Zusammenarbeit) ermöglicht prinzipiell sowohl ein Erreichen der Ziele beider Seiten als auch einen guten Umgang. Nicht in jeder Situation führt aber jeder Stil zu einem akzeptablen Ergebnis. Beispielsweise funktioniert eine Kollaboration nicht, wenn die Ziele der beiden Konfliktparteien unabänderlich sind und sich gegenseitig ausschließen. Die verschiedenen Stile besitzen unterschiedliche Vor- und Nachteile. Je nach Situation können unterschiedliche Konfliktstile als wünschenswert betrachtet werden, um beste Ergebnisse zu erzielen.
Thomas und Kilmann unterscheiden fünf typische Konfliktstile:
| Konfliktstil                  | Vor- und Nachteile | Situationen |
| ----------------------------- | --- | --- |
| Kompetitiv (win-lose)         | * Verfolgung der eigenen Objektiven * Machtgebrauch * Kann zu Streit führen * Kann zu Verstimmungen führen                               | * Notfälle, bei denen schnelle Entscheidungen benötigt werden * Wichtige und unpopuläre Entscheidungen * Wenn es sicher ist, dass man richtig liegt (wichtige Angelegenheiten) * Zur Verteidigung gegen Vorteilsnahme durch Andere |
| Kollaborativ (win-win)        | * Zusammenarbeit zur Zufriedenheit Aller * Detaillierte Analyse der Interessen * Beinhaltet kognitiven Konflikt * Kann zeitintensiv sein | * Wenn ein Kompromiss nicht akzeptabel ist * Um Unterstützung für die Sache zu gewinnen * Um Beziehungen zu erhalten oder zu verbessern * Zur Vereinigung von Perspektiven                                                         |
| Kompromisssuchend (½win-½win) | * Mittelweg bezüglich Durchsetzungsfähigkeit und Kooperativität * Sich die Differenz teilen * Nichts Halbes, nichts Ganzes?              | * Temporäre Lösungen für komplexe Konflikte * Wenn Ziele zweier gleich starker Gegner sich gegenseitig ausschließen * Unter Zeitdruck * Ausweichstrategie für kollaborativ oder kompetitiv                                         |
| Vermeidend (lose-lose)        | * Vernachlässigung beider Interessen * Konflikte bleiben ungelöst * Verzögerungstaktik                                                   | * Hoffnungslose Situationen außerhalb der Einflussmöglichkeiten * Unwichtige Situationen * Um Andere sich beruhigen zu lassen * Wenn Andere den Konflikt effektiver lösen können                                                   |
| Entgegenkommend (lose-win)    | * Gegenteil von kompetitiv * Selbstaufopferung * selbstlose Großzügigkeit * Fußabtreter                                                  | * Wenn die Streitpunkte der anderen Person sehr viel wichtiger sind * Um soziales Kapital aufzubauen * Wenn man klar unterlegen und am verlieren ist * Wenn Harmonie besonders wichtig ist * Damit Untergebene sich entwickeln     |

Glasl weist dagegen den neun Eskalationsstufen seines Phasenmodells sechs Strategien zur Konfliktbearbeitung zu:
- Stufe 1–3 (Verhärtung, Polarisation & Debatte, Taten statt Worte): Moderation
- Stufe 3–5 (Taten statt Worte, Sorge um Image & Koalitionen, Gesichtsverlust): Prozessbegleitung
- Stufe 4–6 (Sorge um Image & Koalitionen, Gesichtsverlust, Drohstrategien): sozio-therapeutische Prozessbegleitung
- Stufe 5–7 (Gesichtsverlust, Drohstrategien, begrenzte Vernichtungsschläge): Vermittlung/Mediation
- Stufe 6–8 (Drohstrategien, begrenzte Vernichtungsschläge, Zersplitterung): Schiedsverfahren/gerichtliches Verfahren
- Stufe 7–9 (begrenzte Vernichtungsschläge, Zersplitterung, gemeinsam in den Abgrund): Machteingriff

Beim Konfliktverlauf nach Ramsbotham werden Konflikte in fünf Phasen der Konfliktentstehung eingeteilt, denen drei Konfliktlösungsstrategien zugewiesen werden:
- Phase der Unterschiede: Konflikttransformation
- Phase des Einspruchs: Konflikttransformation
- Phase der Polarisierung: Beilegung von Konflikten
- Phase der Gewalt: Beilegung von Konflikten
- Phase des Kriegs: Eindämmung von Konflikten

Während das System nach Thomas und Kilmann fünf typische Konfliktstile beschreibt, die Maßnahmen an den Konfliktstilen und den Situationen ausrichtet und die Kollaboration als Lösung betont, sind die Maßnahmen im System nach Glasl sowie im System nach Ramsbotham an der Eskalationsstufe ausgerichtet.

### Mediation
Sofern es zu einer Mediation kommt, bestehen drei übliche Vorgehensweisen:
- Inquisitorisches Verfahren: Bei diesem Verfahren stellt der Mediator jeder der Konfliktparteien eine Reihe von Fragen, prüft die beiden Antworten und wählt dann eine verbindliche Lösung aus, die er den Konfliktparteien auferlegt. Dies ist das unpopulärste der drei Verfahren.
- Schlichtung: Bei dieser Form der Mediation erläutern die beiden Konfliktparteien ihre Argumente dem Mediator, der auf der Grundlage der vorgebrachten Argumente eine Lösung erarbeitet. Dies ist das populärste der drei Verfahren.
- Streitgespräch: Dieser Ansatz beinhaltet eine offene Diskussion zwischen den Konfliktparteien und dem Mediator über die Probleme und mögliche Lösungen. Dabei kann der Mediator keine verbindliche Lösung vorgeben. Dies ist ein ungeeignetes Verfahren bei hoher Eskalationsstufe.

Eine Verteilung begrenzter Mittel kann entweder nach der bisherigen Investition an Zeit, Energie und Mitteln, nach gleichen Anteilen, nach Machtverhältnissen oder nach Bedürftigkeit erfolgen. Eine Entscheidung kann dabei über verschiedene Verfahren herbeigeführt werden. Idealerweise wird kollaborierend an einem Konsens gearbeitet (und möglichst an einer Win-Win-Lösung), weil so die Interessen aller Beteiligten bedient werden. In Situationen, bei denen die Interessen unverrückbar sind und sich gegenseitig ausschließen, muss auf andere Verfahren zurückgegriffen werden. Gebräuchliche Verfahren, bei denen nur ein Teil der Interessen beider Seiten bedient wird, sind als kompromisssuchende Verfahren ein Kompromiss oder eine durch eine neutrale Autorität verordnete Verteilung (wie beim inquisitorischen oder Schlichtungsverfahren). Weiterhin werden als kompetitive Verfahren oft eine Abstimmung oder ein gerichtliches Urteil durchgeführt, bei der das Interesse der größeren Gruppe bzw. der rechterhaltenden Seite zuerst bedient wird. Ebenso kann ein Entgegenkommen einer Seite den Konflikt auflösen, sofern dazu Bereitschaft besteht. Da ein Entgegenkommen einen zumindest teilweisen Verzicht der eigenen Interessen beinhaltet, wird eine Bereitschaft hierzu mit zunehmender Eskalation unwahrscheinlicher.

## Institutionalisierung von Konflikten
Unter der Institutionalisierung von Konflikten versteht man die Austragung oder Beilegung eines Konfliktes, wenn er an eine Institution weitergegeben wurde. Allerdings bringt die Delegation an Institutionen Unfreiheit hinsichtlich der Verteilungsstruktur von Anrechten und Angeboten. Die Konfliktparteien werden von nicht an dem Konflikt beteiligten Personen gerichtet. Dabei werden emotionale und sachliche Komponente des Konflikts voneinander getrennt. Die Institution oder Instanz verfährt dabei mit Regeln, die von den Konfliktparteien beiderseitig anerkannt sind.
Konflikte können stark oder schwach institutionalisiert sein. Die Fehde, ein schwach institutionalisierter Konflikt, hat einerseits viele Regeln, die von den Konfliktparteien anerkannt sind (bspw. Existenz eines legitimen Fehdegrunds, formale Ankündigung etc.), also alles Anzeichen von Institutionalisierung, andererseits wird die Konfliktaustragung von den Konfliktparteien selbst besorgt (keine gesellschaftliche Ausdifferenzierung); die emotionale und sachliche Komponente des Konflikts werden nicht getrennt: Freunde der jeweiligen Konfliktparteien haben nicht nur das Recht, sondern sogar die Pflicht beizustehen, und erzeugen dadurch übrigens weitere Konflikte.

### Justiz
Das Justizsystem ist ein staatliches kompetitives System (Interesse einer Partei soll bedient werden) zur Regelung von Konflikten. Die Verfahren sind in Strafverfahren und Zivilverfahren unterteilt. Das Verfahren kommt zum Einsatz, wenn ein Rechtsanspruch verhandelt werden soll.

### Militär
Das Militär kommt unter anderem bei sehr starker Eskalation eines Konflikts zwischen Staaten oder paramilitärischen Gruppen zum Einsatz. Es ist ein kompetitives System  mit vergleichsweise starken Schäden und Kollateralschäden und wird daher als letztes Mittel eingesetzt. Frühe schriftliche Werke zur militärischen Konfliktregelung sind Die Kunst des Krieges von Sunzi und Vom Kriege von Carl von Clausewitz.

### Unternehmenskonflikte
Treten institutionelle Konflikte innerhalb und zwischen Unternehmen auf, so können dadurch Kosten für die Unternehmen entstehen (Konfliktkosten). Konflikte galten als weiches Thema, weil Kosten, die durch Konflikte in Unternehmen entstehen, nur schwer empirisch zu erfassen sind. Seit den 1940er Jahren haben sich Konfliktstile in Unternehmen entwickelt. Es werden Fortbildungen und Coachings zu Konfliktstilen durchgeführt. Stavros Mentzos untersuchte in seinem Buch Interpersonale und institutionalisierte Abwehr die Dynamik von Entstehung und Abwehr institutioneller Konflikte.

### Ehekonflikte
Die Ehescheidung ist eine stark institutionalisierte Konfliktaustragung, denn beide Parteien geben hierbei ihre stark emotional beladenen Streitigkeiten einem Gericht weiter, dessen Regeln sie akzeptieren. Ehescheidung ist ein Sektor, in dem sich die Mediation weit entwickelt hat. Die Familienmediation bezieht sich auf Konflikte in ehelichen, nichtehelichen und nachehelichen Beziehungen. Bei Ehescheidungen hat sie das Ziel einer gemeinsamen elterlichen Verantwortung. Durch diese Form der Mediation sind Eltern in der Lage, ihre nachehelichen Beziehungen zu organisieren. Mediation ist als eigenständiges Verfahren der Konfliktlösung anerkannt.